# Drosera sewelliae
Drosera sewelliae ist eine fleischfressende Pflanze aus der Gattung Sonnentau (Drosera). Sie gehört zur Gruppe der sogenannten Zwergsonnentaue und ist im südwestlichen Australien heimisch.

## Beschreibung
Drosera sewelliae ist eine mehrjährige, krautige Pflanze. Diese bildet eine kompakte, rosettenförmige Knospe aus Blättern mit einem Durchmesser von etwa 2,5 cm. Die Sprossachse ist 1 cm lang und mit den welken Blättern der Vorsaison bedeckt.
Die Knospe der Nebenblätter ist eiförmig, struppig, 5 mm lang und 4 mm im Durchmesser an der Basis. Die Nebenblätter selbst sind 3,5 mm lang, 3,5 mm breit, 1 mm breit an der Basis und dreilappig. Der mittlere Lappen ist in 3 Segmente geteilt. Die seitlichen Lappen sind an der Spitze etwas geteilt. Am inneren Rand nahe der Spitze befindet sich eine zusätzliche Franse, die fast so lang ist wie zentrale Lappen.
Die Blattspreiten sind elliptisch, 2,2 mm lang und 2 mm breit. Die längeren Tentakeldrüsen befinden sich am Rand, kürzere in Inneren. Auf der Unterseite sind einige wenige Drüsen zu finden. Die Blattstiele sind 8 mm lang, am Ansatz 0,9 mm lang und verjüngen sich auf 0,7 mm an der Blattspreite. Teilweise sind sie halb-lanzettlich mit einer erhöhten Rippe entlang des gesamten Blattstiels. Sie sind komplett mit winzigen Drüsen besetzt.
Blütezeit ist Oktober. Die ein, selten auch zwei Blütenstände sind 6 cm lang und mit Drüsen besetzt. In Richtung Spitze werden die Drüsen dichter. Der Blütenstand ist ein Wickel aus 6 Blüten an rund 2 mm langen Blütenstielen. Die elliptischen Kelchblätter sind 2,5 mm lang und 1,5 mm breit. Die Ränder und die Spitzen sind gefranst und mit 0,5 mm langen weißen, zylindrischen, rotköpfigen Drüsen besetzt. Auch die gesamte Oberfläche ist mit diesen Drüsen besetzt. Die Kronblätter sind metallisch-orange und rotbraun an der Basis. Sie sind sehr breit verkehrt eiförmig, 9 mm lang und 8,5 mm breit. Die Spitzen sind unregelmäßig gekerbt.
Die fünf Staubblätter sind 2 mm lang. Die Staubfäden sind schwarzbraun, die Staubbeutel weiß mit roten Flecken und die Pollen sind blassgelb. Der an der Spitze schwarzbraune, im Zentrum rötliche und an der Basis grüne Fruchtknoten ist verkehrt eiförmig, eingedrückt, 0,5 mm lang und 1 mm im Durchmesser. Die 5 schwarzbraunen, horizontalen, abgeflacht runden Griffel sind 3,5 mm lang. Die Narben sind schwarz, kahl, 0,4 mm im Durchmesser und an der Spitze jedes Griffels gebildet.
Typisch für Zwergsonnentaue ist die Bildung von Brutschuppen: Die elliptischen, 1 mm dicken Brutschuppen werden im australischen Herbst (in Kultur auf der Nordhalbkugel gegen Ende November bis Anfang Dezember) in großer Zahl gebildet und haben eine Länge von ca. 2 mm und eine Breite von 1,4 mm.

Verbreitung von Drosera sewelliae in Australien

Die Blüten dieser Art sind genau so groß wie die Rosette selbst. Drosera sewelliae besitzt die größten Blüten aller Zwergsonnentaue. Die Erscheinung von blühenden, kompakten Kolonien dieser Pflanze ist spektakulär.
Die Chromosomenzahl beträgt 2n = 18.

## Verbreitung, Habitat und Status
Drosera sewelliae kommt nur auf einer kleinen Fläche im äußersten Südwesten Australiens vor. Die Pflanze gedeiht dort auf Laterit und kieselsäurehaltigen Sandböden in hellem offenen Wald. Die einzige bekannte Population befindet sich bei Chittering Valley.

## Systematik
Ludwieg Diels benannte diese Art nach einer Miss Sewell, die die Pflanze gesammelt hatte, deren Vorname aber nirgends erwähnt wird, nicht einmal in Diels’ Erstbeschreibung. Drosera sewelliae ist an den 5 langen und dunklen Griffeln zu erkennen, die alle eine kugelförmige Narbe besitzen.